# Philip-Lorca diCorcia
Philip-Lorca diCorcia (* 1953 in Hartford, Connecticut) ist ein US-amerikanischer Fotograf.

## Leben und Wirken
DiCorcia studierte an der School of the Museum of Fine Arts in Boston und bei Tod Papageorge an der Yale University. Er lebt und arbeitet heute in New York und doziert an der Yale University in New Haven, Connecticut.

## Ausstellungen
- 2014: Sprüth Magers (Galerie), Berlin
- 2013: Philip-Lorca diCorcia: Photographs 1975-2012, Schirn Kunsthalle, Frankfurt am Main; Katalog[1]

## Werke in öffentlichen Sammlungen
- Buffalo AKG Art Museum, Buffalo
- Centre Pompidou, Paris
- Centro de Artes Visuales Helga de Alvear, Cáceres
- DZ BANK Kunstsammlung, Frankfurt
- Foam Photography Museum, Amsterdam
- Fotomuseum Winterthur
- Frac Basse-Normandie, Caen
- Frac Haute-Normandie, Sotteville-les-Rouen, Sotteville-lès-Rouen
- Frac Ile-de-France, Paris
- Frances Lehman Loeb Art Center, Poughkeepsie
- Institute of Contemporary Art, Boston
- Kadist Art Foundation, Paris
- Kemper Museum, Kansas City
- Los Angeles County Museum of Art
- Middlebury College Museum of Art
- MUSAC Leon
- Sammlung F.C. Gundlach, Hamburg
- Vancouver Art Gallery
- Virginia Museum of Fine Arts, Richmond

## Auszeichnungen (Auswahl)
- 1980: Artist Fellowship, National Endowment for the Arts.
- 1986: Artist Fellowship, National Endowment for the Arts.
- 1987: John Simon Guggenheim Memorial Foundation Fellowship.
- 1989: Artist Fellowship, National Endowment for the Arts.
- 1998: Alfred Eisenstaedt Award, Life Magazine, Style Essay.
- 2001: Infinity Award for Applied Photography, International Center of Photography.
- 2013: III International Photography Award Alcobendas (Spanien).